# Joseph E. Johnston
Joseph Eggleston Johnston (Farmville, 3 de febrero de  1807 - Nueva York, 21 de marzo de 1891) fue un oficial del Ejército de los Estados Unidos, y más tarde de los Estados Confederados. Fue uno de los pocos oficiales confederados que tenían experiencia bélica real, en concreto, Johnston había servido en la Guerra México-Estados Unidos y en las Guerras Seminolas.

## Biografía
Joseph Johnston nació cerca de Farmville, en el estado de Virginia. Su familia provenía de Escocia desde la generación de su abuelo, que en 1726 había emigrado hacía los Estados Unidos. Su padre fue un respetable juez y su madre fue la sobrina de Patrick Henry.
Con la ayuda de las conexiones políticas de su padre, él fue a la academia militar del ejército estadounidense en 1825, graduándose allí en el año 1829 con recomendaciones de John C. Calhoun. Uno de sus compañeros de clase fue Robert E. Lee.

### Ejército de los Estados Unidos
Durante 8 años él sirvió como artillero. En marzo de 1837 iba a ser reasignado en el ejército de los Estados Unidos, pero Johnston dimitió del ejército para dedicarse de pleno a la ingeniería civil. Después de salir del ejército había servido como ingeniero topográfico civil.
Vivió una vida como civil durante varios años, en la que se casó en 1845 con Lydia McLane, la hija de Lois McLane, presidente de la red de ferrocarriles de Baltimore y Ohio e importante político estadounidense.
Participó en las Guerras Seminolas y recibió en ellas un ascenso. Con el estallido de la Guerra con México, Johnston se puso eufórico y fue a servir como un especialista en reconocimiento (trabajo topográfico). Fue herido dos veces en esa guerra y durante su servicio recibió el título de teniente general honorario. 
Después del fin de la guerra, acabó volviendo a su rango de capitán del escuadrón topográfico no sin antes demostrar su carácter belicoso, que demostró en el envío de varias cartas al Ministerio de Guerra pidiendo que se le pusiese en un batallón de combate. Tras la guerra Winfield Scott comentó sobre Johnston con humor que: "Johnston es un gran guerrero, pero tenía una desafortunada habilidad de meterse un disparo en casi cada compromiso."
Tampoco todo en la guerra fue tan glorioso para él, ya que tuvo que presenciar la muerte de su sobrino Preston Johnson en una de las batallas. En 1860 fue ascendido a general de brigada y continuó siéndolo hasta la Secesión.

### Ejército de los Estados Confederados
Cuando Virginia, el estado nativo de Johnston, se unió a los Estados Confederados, Joseph E. Johnston se unió al ejército confederado a pesar de no estar de acuerdo con la secesión. Con ese propósito dimitió de su puesto en el Ejército de los Estados Unidos el 22 de abril de 1861.
Sirvió de manera brillante durante la guerra, convirtiéndose en uno de los generales más prominentes del ejército de los Estados Confederados de América. Tras su decisiva actuación en la primera batalla de Bull Run, Johnston fue ascendido a general y mandó con éxito al Ejército de Virginia del Norte hasta que fue herido severamente en la batalla de Seven Pines el 30 de mayo de 1862, tras lo cual le sustituyó el general Lee, ya que necesitó seis meses para poder recuperarse de esa herida. 
Más tarde dirigió con una interrupción a las tropas confederadas en Tennessee hasta que se rindió al general Sherman en Carolina del Norte. Su rendición ocurrió el 26 de abril de 1865 en Bennett Place, Durham (Carolina del Norte), 17 días más tarde que la del General Lee.

### Vida tras la Guerra de Secesión
Después de la guerra civil Johnston pudo entrar con éxito en el mundo de los negocios. Gracias a ello pudo dedicarse desde entonces a pasar sus días tranquilamente. En esos días escribió sus memorias, en las que criticó mucho al presidente Jefferson Davis y a otros por la forma, en la que llevaron la guerra. También fue elegido para ser congresista nacional una vez (1879–1881). Después de eso fue comisario de ferrocarriles. Cuando su mujer murió en 1887, con la que tuvo un matrimonio feliz aunque sin hijos, se dedicó desde entonces hasta su muerte a visitar el lugar de residencia de veteranos de la guerra. 
Antes de morir, Johnston visitó el entierro del General Sherman en reconocimiento por haber tratado magnánimamente a él y a sus tropas después de su rendición en Bennett Place. Durante ese entierro Johnston cogió una pulmonía y murió más tarde a causa de ello. 
Fue enterrado en Green Mount Cemetery en Baltimore, Maryland.